# Caspar Rudolph von Schönberg
Caspar Rudolph von Schönberg, modernisiert Kaspar Rudolf von Schönberg, (* 2. April 1572 in Wilsdruff; † 13. Dezember 1628 ebenda) war ein deutscher Beamter im Dienste des sächsischen Kurfürsten Johann Georg I. Er war kursächsischer Rat und Oberhauptmann des Erzgebirges und Hauptmann der Ämter Freiberg, Tharandt und Dippoldiswalde.

## Herkunft und Familie
Caspar Rudolph von Schönberg entstammte dem meißnisch-sächsischen Uradel von Schönberg und war ein Sohn von Caspar von Schönberg (1526–1586). Wie viele seiner Familienangehörigen trat er in den Dienst der sächsischen Wettiner in Dresden. Seine Ehe blieb kinderlos.
Georg Agricola widmete ihm 1617 die Schrift Gratulatio Votiva Latino Germanica: Ad Amplissimum.